# Крелпа
Крелпа (њем. Krölpa) општина је у њемачкој савезној држави Тирингија. Једно је од 76 општинских средишта округа Зале-Орла. Према процјени из 2010. у општини је живјело 3.037 становника. Посједује регионалну шифру (AGS) 16075129.

## Географски и демографски подаци
Крелпа се налази у савезној држави Тирингија у округу Зале-Орла. Општина се налази на надморској висини од 250 метара. Површина општине износи 42,2 km². У самом мјесту је, према процјени из 2010. године, живјело 3.037 становника. Просјечна густина становништва износи 72 становника/km².